# Interstate 24
Pour les articles homonymes, voir I24 et Route 24.
L'Interstate 24 (I-24) est une autoroute inter-États dans le centre-sud des États-Unis. Elle suit un parcours en diagonale depuis l'I-57 à 16 km (10 miles) au sud de Marion, Illinois, jusqu'à l'I-75 à Chattanooga, Tennessee. Elle parcourt l'Illinois, le Kentucky, le Tennessee et la Géorgie. Bien qu'elle soit orientée nord-sud, elle a un numéro pair, lequel est associé aux autoroutes ouest/est.
L'I-24, entre Nashville et Chattanooga fait partie d'un corridor de marchandises nord/sud plus long reliant Chicago à Atlanta. L'interstate a facilité la croissance d'un corridor sub-urbain de Nashville, lequel se rend jusqu'à 48 km (30 miles) au sud-est du centre-ville. Ce segment est aussi considéré comme le segment le plus congestionné de l'autoroute dans l'État. Le segment à travers Chattanooga est également congestionné dû à un volume de trafic de camions élevé. Le segment de l'I-24 à travers le Cumberland Plateau, est considéré comme l'un des segments autoroutier les plus dangereux du pays, particulièrement pour les camions, considérant ses descentes prononcées, allant jusqu'à un maximum de 6 %.
Tel qu'il avait été proposé en 1956, le terminus ouest de l'I-24 était à Nashville. La majeure partie de la route avait été construite entre Nashville et Chattanooga dans les années 1960. Après des demandes de politiciens locaux, l'I-24 a été prolongée jusqu'à son terminus actuel en Illinois.

## Description du tracé
L'I-24 suit un parcours diagonal de l'I-57 au sud de Marion, Illinois, jusqu'à l'I-75 à Chattanooga, Tennessee. Au Kentucky, l'I-24 traverse les villes de Paducah et Eddyville. Sa longueur au Tennessee est supérieure à la longueur des trois autres États combinée.

### Illinois
L'I-24 débute à la sortie 44 de l'I-57 dans le sud du comté de Williamson, près de la communauté de Pulleys Mill. L'autoroute se dirige vers le sud-est à travers le comté rural de Johnson, contournant Goreville par l'est. Elle atteint une sortie à Tunnel Hill Road, laquelle dessert Goreville et Tunnel Hill. L'autoroute continue vers le sud jusqu'à une prochaine sortie à la US 45 au nord de Vienna. Elle atteint sa prochaine sortie à Illinois Route 146 (IL 146). L'I-24 poursuit sa trajectoire vers le sud-est dans le comté de Massac. Elle passe près des communautés de Big Bay et New Columbia. L'I-24 contourne la communauté de Round Knob avant d'entrer à Metropolis. L'autoroute croise à nouveau la US 45 et passe à l'ouest de Fort Massac State Park. Elle quitte Metropolis et traverse la rivière Ohio, quittant du même coup l'Illinois pour entrer au Kentucky.

### Kentucky

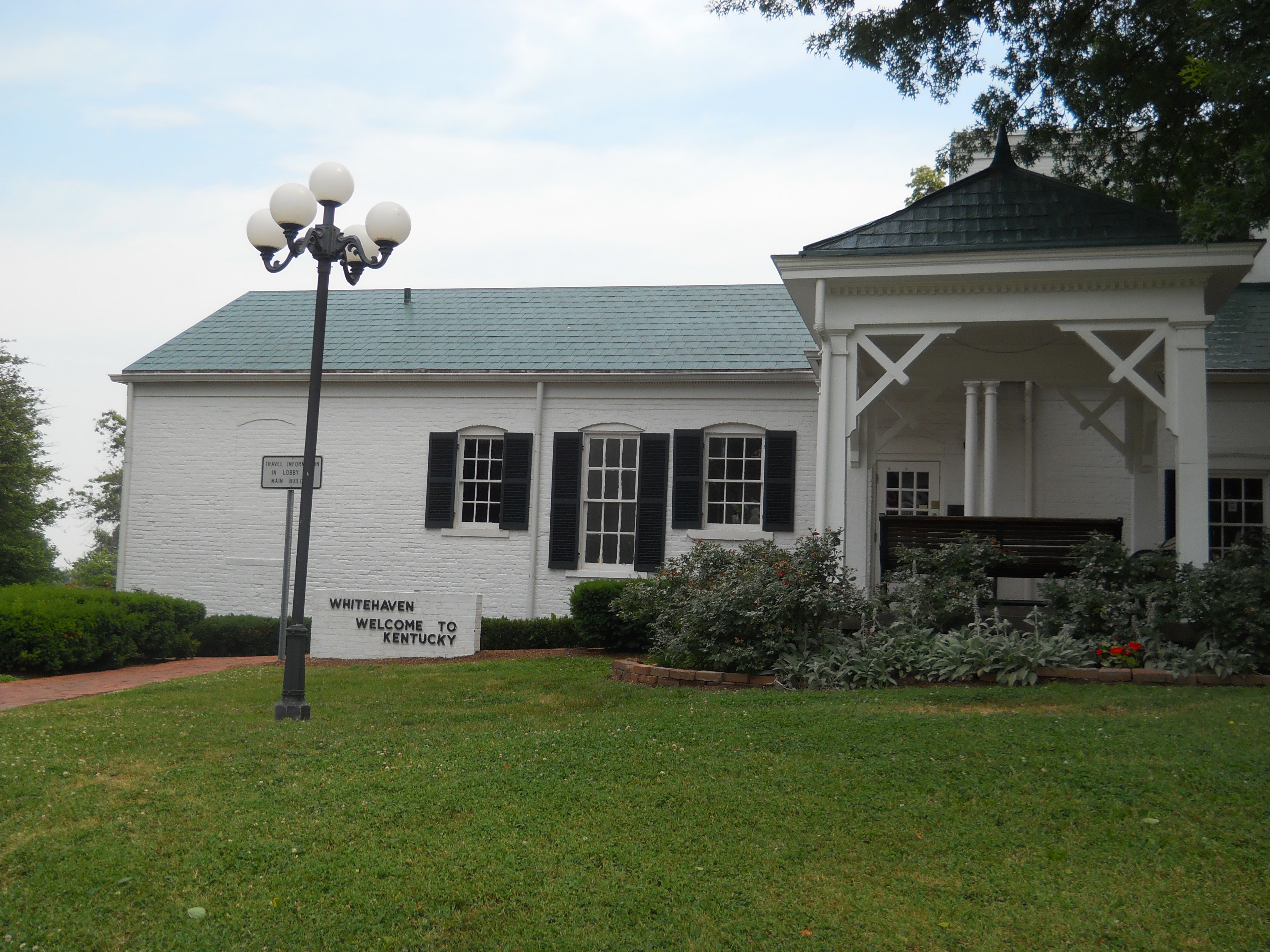
Whitehaven, la seule maison historique utilisée comme halte routière aux États-Unis.

L'I-24 entre dans l'ouest du Kentucky dans le comté de McCracken. Le centre d'accueil utilise Whitehaven, la seule maison historique aux États-Unis utilisée comme halte routière. À Paducah, l'autoroute se dirige vers le sud-est et croise certaines US Routes. Elle traverse les communautés de Hendron et Farley, près de Paducah. L'autoroute se dirige ensuite vers l'est et croise la US 68 à Reidland. Elle entre ensuite dans le comté de Marshall et, environ 11 km (7 miles) plus loin, elle croise l'I-69. Un multiplex est formé avec l'I-69 sur environ 27 km (16 miles). Durant leurs parcours, les autoroutes croisent la Rivière Tennessee au nord du barrage du Kentucky.
Les autoroutes croisent à nouveau la US 62 près de Kuttawa et Eddyville. Moins de deux miles (3,2 km) plus loin, les autoroutes se séparent; l'I-69 se dirigeant vers le nord-est et l'I-24 vers le sud-est. L'I-24 passe par un secteur plus boisé près du pénitencier d'État. Elle passe ensuite par des paysages constitués davantage de fermes et de champs agricoles. Elle croise ensuite la US 68 et la US 80 entre Cadiz et Hopkinsville. Elle croise ensuite le terminus sud de l'I-169 et la US 41 Alt. donnant accès à Hopkinsville. L'-24 traverse la frontière du Tennessee quelques kilomètres plus loin.

### Tennessee

#### Clarksville et Western Highland Rim
L'I-24 entre au Tennessee dans le comté de Montgomery. Elle entre immédiatement dans les limites est de Clarksville, la cinquième ville en importance du Tennessee. Elle y croise la State Route 48 (SR 48) et la US 79. Contournant Clarksville par l'est, l'autoroute atteint la SR 237. L'autoroute entame une descente prononcée durant laquelle la chaussée en direction ouest offre une voie aux camions pour grimper la pente. Elle croise ensuite la SR 76.
En quittant Clarksville, l'autoroute débute une longue section droite comportant plusieurs dénivelés importants. Elle entre dans le comté de Robertson County. Quelques miles plus loin, elle croise la SR 49 près de Pleasant View et Coopertown. Encore une fois, la route descend avant d'entrer dans le comté de Cheatham. Elle passe par des pentes importantes montant vers l'est et entre dans le comté de Davidson. Elle croise la US 431 près de Joelton et commence une descente graduelle vers le bassin de Nashville. Elle traverse des boisés denses avant d'atteindre la SR 45. Après avoir à nouveau passé une série de pentes abruptes, l'I-24 entre dans les limites de Nashville.

#### Région métropolitaine de Nashville
En entrant dans les limites de Nashville, l'I-24 croise la SR 155, une voie de contournement autour de Nashville. Moins d'un mile plus loin, l'autoroute forme un multiplex avec l'I-65 pour environ deux miles. L'I-24 passe alors à l'est du centre-ville de Nashville, et croise quelques US Routes. L'interstate croise la rivière Cumberland et forme un court multiplex avec l'I-40. Moins d'un mile plus loin se trouve un échangeur avec le terminus est de l'I-440. Un autre échangeur relie l'I-24 à la SR 155 près de l'aéroport international de Nashville. À la sortie suivante, les voies de gauche sont utilisées comme voies pour les HOV durant les heures de pointe. L'I-24 continue alors à travers les banlieues sud-est de Nashville et croise Hickory Hollow Parkway et SR 171.
Continuant à travers les banlieues sud de Nashville, l'I-24 entre dans le comté de Rutherford. Elle entre à Smyrna où elle croise la SR 266. L'autoroute commence alors un long segment droit et croise SR 102, route qui dessert Smyrna et l'usine de Nissan à Smyrna. La route quitte la ville et croise l'I-840, la route de ceinture au sud de Nashville. L'I-24 entre à Murfreesboro, la plus grande des banlieues de Nashville et la sixième ville de l'État. L'autoroute croise, un peu plus loin, la US 231 qui relie Lebanon et Shelbyville. Les voies HOV se terminent à cet endroit et l'autoroute passe de huit à quatre voies.

#### Est du Bassin de Nashville
En quittant Murfreesboro, l'I-24 entre dans une région rurale composée de fermes et de bois. Quelques miles plus loin, l'autoroute entame une discrète ascension pour sortir du bassin de Nashville. L'autoroute entre dans le comté de Bedford et croise la SR 64, laquelle la relie à Shelbyville. Elle continue son ascension après avoir descendu quelque peu. Elle croise la US 41 et entre dans la ville de Manchester, où elle croise la Little Duck River ainsi que les SR 53 et SR 55. L'autoroute croise à nouveau la US 41. Elle quitte ensuite Manchester et passe près de Arnold Air Force Base. L'interstate parcours d'autres régions agricoles et entre dans le comté de Grundy et la ville de Pelham. L'I-24 croise la Elk River, et atteint la base du Plateau de Cumberland.

#### Monteagle Mountain et Plateau de Cumberland
L'un des segments les plus dangereux de l'I-24 est situé dans les comtés de Grundy et de Marion alors que l'autoroute passe par le Plateau de Cumberland. Plusieurs accidents ont eu lieu sur ce segment, particulièrement des camionneurs. Les pentes en direction est sont particulièrement aigües, variant entre 4 % et 6 % sur plusieurs miles. Dans ce segment, six voies composent l'autoroute, une par direction étant réservées pour les camions et compte même des zones d'arrêt d'urgence. La limite de vitesse y est d'ailleurs réduite. Au sommet du Plateau, l'autoroute dépasse les 600 mètres d'altitude et croise la US 41A et la US 41.
À l'est de Monteagle, l'I-24 a ses deux chaussées séparées par plus d'un mile (1,6 km) à son maximum, faisant de ce segment la troisième plus grande médiane d'une autoroute aux États-Unis. Après avoir descendu les pentes suivant Monteagle, l'I-24 traverse une vaste gorge caractérisée par de longs segments droits et quelques courbes avant de croiser la US 72 près de Kimball et South Pittsburg. Cette sortie est la route principale des automobilistes de l'est du Tennessee pour joindre Huntsville, Alabama. L'autoroute croise alors la SR 28 à Jasper et la rivière Sequatchie. Après ce point, les voies se séparent encore sur quelques miles, englobant même certaines maisons, fermes en entreprises entre elles. La route croise alors la SR 27et le Nickajack Lake impoundment du fleuve Tennessee. Après ce point, l'autoroute traverse une gorge étroite et croise la Running Water Creek. De forts vents soufflent parfois sur ce segment étroit. L'autoroute entre dans le comté de Hamilton et dans le fuseau horaire de l'heure de l'Est. Elle entre en Géorgie quelques mètres plus loin.

### Géorgie et Chattanooga
L'I-24 ne parcourt que quatre miles (6,4 km) dans l'État de Géorgie. Pendant ce trajet, les sorties demeurent numérotées selon les bornes du Tennessee, mais les bornes elles-mêmes repartent à zéro et suivent les bornes de la Géorgie. Un peu après avoir entré dans l'État, l'I-24 croise le terminus nord de l'I-59 qui donne accès à Birmingham, Alabama, au sud. La route se dirige vers le nord et croise la SR 299 de Géorgie à Wildwood, environ un mile (1,6 km) avant d'entrer à nouveau au Tennessee.
En entrant à nouveau au Tennessee, l'I-24 traverse Lookout Valley pour quelques miles et croise la US 11 / US 41 / US 72 près du quartier de Tiftonia. Elle entre ensuite dans les limites de Chattanooga et croise la US 27 qui donne accès directement au centre-ville de Chattanooga. Plus loin, l'I-24 croise la SR 8 et voyage au sud de la ville avant de croiser la US 41 / US 76. L'autoroute commence une ascension de Missionary Ridge, un segment connu pour de sévères congestions et certains dangers pour les camionneurs. Après avoir redescendu, l'autoroute atteint son terminus est à la jonction avec l'I-75.

## Liste des sorties

### Illinois
| Interstate 24 |                       |       |       |        |                                                   |                                                                         |
| Comté         | Municipalité          | mi    | km    | Sortie | Intersections / Destinations                      | Notes                                                                   |
| Williamson    | Southern Precint      | 0,00  | 0,00  | —      | I-57 vers I-64 – Memphis, Chicago, Saint-Louis    | Terminus ouest de l'I-24; sortie 44 de l'I-57                           |
| Johnson       | Tunnell Hill Precint  | 7,22  | 11,62 | 7      | CR 12 (Tunnel Hill Road) – Tunnel Hill, Goreville |                                                                         |
| Johnson       | Bloomfield Precint    | 13,64 | 21,95 | 14     | US 45 – Vienna, Harrisburg                        |                                                                         |
| Johnson       | Vienna                | 16,00 | 25,75 | 16     | IL 146 (en) – Vienna, Golconda                    |                                                                         |
| Massac        | Georges Creek Precint | 26,55 | 42,73 | 27     | CR 10 (Big Bay Road) – New Columbia, Big Bay      | Pas de services                                                         |
| Massac        | Metropolis            | 37,16 | 59,80 | 37     | US 45 – Metropolis, Brookport                     | Vers l'aire de repos et le Centre d'accueil des visiteurs de l'Illinois |
| Rivière Ohio  | Rivière Ohio          | 38,73 | 62,33 |        | I-24 est – Paducah, Nashville                     | Continue au Kentucky                                                    |
|               |                       |       |       |        |                                                   |                                                                         |

### Kentucky
| Interstate 24           |                               |       |        |        |                                                                         |                                                                               |
| Comté                   | Municipalité                  | mi    | km     | Sortie | Intersections / Destinations                                            | Notes                                                                         |
| Rivière Ohio            | Rivière Ohio                  | 0,00  | 0,00   |        | I-24 ouest – Metropolis, Saint-Louis, Chicago                           | Continue en Illinois                                                          |
| McCracken               | Paducah                       | 2,96  | 4,76   | 3      | KY 305 (en) – Paducah                                                   |                                                                               |
| McCracken               | Paducah                       | 4,33  | 6,97   | 4      | US 60 – Paducah, Wickliffe                                              |                                                                               |
| McCracken               | Paducah                       | 6,39  | 10,28  | 7      | US 45 / US 62 – Bardwell, Mayfield                                      |                                                                               |
| McCracken               |                               | 11,04 | 17,76  | 11     | KY 305 (en) (Husband Road) – Paducah                                    |                                                                               |
| McCracken               |                               | 16,15 | 26,00  | 16     | US 68 – Paducah                                                         |                                                                               |
| Marshall                |                               | 24,96 | 40,17  | 25     | I-69 sud – Fulton, Calvert City                                         | Terminus ouest du multiplex avec I-69; indiqué sortie 25A (sud) et 25B (nord) |
| Marshall                | Calvert City                  | 26,57 | 42,75  | 27     | US 62 – Calvert City, Gilbertsville                                     |                                                                               |
| Livingston              |                               | 30,73 | 49,45  | 31     | KY 453 (en) – Smithland, Grand River                                    | Accès au Parc Land between the Lakes                                          |
| Lyon                    | Kuttawa                       | 39,55 | 63,65  | 40     | KY 93 (en) / US 62 / US 641 – Eddyville, Kuttawa                        |                                                                               |
| Lyon                    | Eddyville                     | 41,65 | 73,02  | 42     | I-69 nord vers Western Kentucky Parkway – Princeton, Elizabethtown      | Terminus est du multiplex avec I-69; sortie 68 de l'I-69                      |
| Lyon                    |                               | 44,73 | 71,99  | 45     | KY 293 (en) vers KY 93 (en) – Princeton, Pénitencier d'État du Kentucky |                                                                               |
| Caldwell                |                               | 55,63 | 89,53  | 56     | KY 139 (en) – Princeton, Cadiz                                          |                                                                               |
| Trigg                   | Cadiz                         | 65,31 | 105,11 | 65     | US 68 / KY 80 (en) – Cadiz, Hopkinsville                                |                                                                               |
| Christian               |                               | 72,69 | 116,99 | 73     | KY 117 (en) – Newstead, Gracey                                          |                                                                               |
| Christian               |                               | 81,24 | 130,75 | 81     | I-169 nord – Hopkinsville                                               | Terminus sud de l'I-169; sortie 1 de l'I-169                                  |
| Christian               | Limite Hopkinsville–Oak Grove | 85,61 | 137,77 | 86     | US 41 Alt. – Hopkinsville, Fort Campbell                                |                                                                               |
| Christian               | Oak Grove                     | 88,76 | 142,85 | 89     | KY 115 (en) – Oak Grove, Pembroke                                       |                                                                               |
| Christian               |                               | 93,37 | 150,27 |        | I-24 est – Nashville                                                    | Continue au Tennessee                                                         |
| - Terminus de multiplex |                               |       |        |        |                                                                         |                                                                               |

### Tennessee et Géorgie
| Interstate 24                             |                                 |                     |                     |                               | | |
| Comté                                     | Municipalité                    | mi                  | km                  | Sortie                        | Intersections / Destinations                                                                                    | Notes |
| Montgomery                                | Clarksville                     | 0,00                | 0,00                |                               | I-24 ouest – Hopkinsville                                                                                       | Continue au Kentucky |
| Montgomery                                | Clarksville                     | 1,50                | 2,40                | 1                             | SR 48 (en) – Clarksville, Trenton                                                                               | |
| Montgomery                                | Clarksville                     | 4,30                | 6,90                | 4                             | US 79 / SR 13 (en) (Wilma Rudolph Blvd.) / LG Highway) – Clarksville, Guthrie                                   | |
| Montgomery                                | Clarksville                     | 7,90                | 12,70               | 8                             | SR 237 (en) (Hankook Road / Rossview Road)                                                                      | Accès au Parc d'État de Dunbar Cave |
| Montgomery                                | Clarksville                     | 10,60               | 17,10               | 11                            | SR 76 (en) (Dr Martin Luther King Jr. Parkway) – Adams, Clarksville                                             | |
| Robertson                                 |                                 | 19,20               | 30,90               | 19                            | SR 256 (en) (Maxey Road) – Adams                                                                                | |
| Robertson                                 | Limite Pleasant View–Coopertown | 24,50               | 39,40               | 24                            | SR 49 (en) – Pleasant View, Coopertown, Springfield, Ashland City                                               | |
| Cheatham                                  |                                 | 31,10               | 50,10               | 31                            | SR 249 (en) (New Hope Road)                                                                                     | |
| Davidson                                  | Nashville                       | 35,10               | 56,50               | 35                            | US 431 / Union Hill Road – Springfield, Joelton                                                                 | |
| Davidson                                  | Nashville                       | 40,70               | 65,50               | 40                            | SR 45 (en) (Old Hickory Boulevard)                                                                              | |
| Davidson                                  | Nashville                       | 43,60               | 70,20               | 43                            | SR 155 (en) (Briley Parkway) – Opryland                                                                         | Sortie 18A-B de SR 155; accès à l'Aéroport international de Nashville                                                                                           |
| Davidson                                  | Nashville                       | 45,00               | 72,40               | 44                            | I-65 – Louisville, Nashville                                                                                    | Terminus ouest du multiplex avec I-65; indiqué sortie 44A (sud) et 44B (nord) en direction est; sortie 88 de l'I-65                                             |
| Davidson                                  | Nashville                       | 46,30               | 74,50               | 87                            | US 431 (Trinity Lane)                                                                                           | Le numéro de sortie suit ceux de l'I-65 |
| Davidson                                  | Nashville                       | 47,30               | 76,10               | 46B                           | I-65 sud vers I-40 ouest – Memphis, Huntsville                                                                  | Terminus est du multiplex avec I-65; sortie 86 de l'I-65 sud; indiqué sortie 46A (I-24 ouest / I-65 nord); et 46B (I-65 sud) en direction ouest                 |
| Davidson                                  | Nashville                       | 47,40               | 76,30               | 47                            | Jefferson Street                                                                                                | |
| Davidson                                  | Nashville                       | 47,90               | 77,10               | 47A                           | US 41 (Ellington Parkway) / US 431 / SR 11 (en) vers US 31E nord / Spring Street                                | |
| Davidson                                  | Nashville                       | 48,00               | 77,20               | 48                            | James Robertson Parkway – Capitole d'État                                                                       | |
| Davidson                                  | Nashville                       | 48,70               | 78,40               | 49                            | Korean Vets. Boulevard / Shelby Avenue – Nissan Stadium                                                         | |
| Davidson                                  | Nashville                       | 49,40               | 79,50               | 50                            | I-40 ouest vers I-65 sud – Memphis, Huntsville                                                                  | Terminus ouest du multiplex avec I-40; indiqué sortie 211 de l'I-40 ouest; sortie 50A (I-40 est / I-24 est); et 50B (I-40 ouest vers I-65 sud) en direction est |
| Davidson                                  | Nashville                       | 50,00               | 80,50               | 212                           | Hermitage Avenue                                                                                                | Indication en direction ouest; le numéro de sortie suit ceux de l'I-40                                                                                          |
| Davidson                                  | Nashville                       | 50,40               | 81,10               | 212                           | Fessers Lane | Indication en direction est |
| Davidson                                  | Nashville                       | 51,40               | 82,70               | 52B                           | I-40 est – Knoxville                                                                                            | Terminus est du multiplex avec I-40; sortie 213A de l'I-40; accès à l'Aéroport international de Nashville                                                       |
| Davidson                                  | Nashville                       | 51,80               | 83,40               | 52                            | US 41 (Murfreesboro Road)                                                                                       | |
| Davidson                                  | Nashville                       | 52,60               | 84,70               | 53                            | I-440 ouest – Memphis                                                                                           | Terminus est de l'I-440 |
| Davidson                                  | Nashville                       | 53,40               | 85,90               | 54                            | SR 155 (en) (Briley Parkway)                                                                                    | |
| Davidson                                  | Nashville                       | 55,70               | 89,60               | 56                            | SR 255 (en) (Harding Place)                                                                                     | Accès à l'Aéroport international de Nashville |
| Davidson                                  | Nashville                       | 56,80               | 91,40               | 57                            | Haywood Lane – Antioch                                                                                          | |
| Davidson                                  | Nashville                       | 59,40               | 95,60               | 59                            | SR 254 (en) (Bell Road)                                                                                         | |
| Davidson                                  | Nashville                       | 60,30               | 97,00               | 60                            | Hickory Hollow Parkway                                                                                          | |
| Davidson                                  | Nashville                       | 62,30               | 100,30              | 62                            | SR 171 (en) (Old Hickory Boulevard)                                                                             | |
| Rutherford                                | La Vergne                       | 64,50               | 103,80              | 64                            | Waldron Road – La Vergne                                                                                        | |
| Rutherford                                | Smyrna                          | 66,10               | 106,40              | 66                            | SR 266 (en) est (Sam Ridley Parkway) – Smyrna                                                                   | Indiqué sortie 66A (ouest) et 66B (est) en direction est |
| Rutherford                                | Smyrna                          | 69,70               | 112,20              | 70                            | SR 102 (en) (Lee Victory Parkway / Almaville Road) – Smyrna                                                     | |
| Rutherford                                |                                 | 74,30               | 119,60              | 74                            | I-840 – Memphis, Franklin, Knoxville, Lebanon                                                                   | Indiqué sortie 74A (ouest) et 74B (est); sortie 53 de l'I-840 est; sortie 53A-B en direction ouest                                                              |
| Rutherford                                | Murfreesboro                    | 75,90               | 122,10              | 76                            | Fortress Boulevard / Medical Center Parkway                                                                     | |
| Rutherford                                | Murfreesboro                    | 77,70               | 125,00              | 78                            | SR 96 (en) – Franklin, Murfreesboro                                                                             | Indiqué sortie 78A (ouest) et 78B (est) |
| Rutherford                                | Murfreesboro                    | 79,60               | 128,10              | 80                            | SR 99 (en) – Murfreesboro                                                                                       | |
| Rutherford                                | Murfreesboro                    | 80,90               | 130,20              | 81                            | US 231 – Shelbyville, Murfreesboro                                                                              | Indiqué sortie 81A (sud) et 81B (nord) en direction est |
| Rutherford                                | Murfreesboro                    | 83,40               | 134,20              | 84                            | Joe B. Jackson Parkway                                                                                          | Indiqué sortie 84A (sud) et 84B (nord) en direction est |
| Rutherford                                |                                 | 88,70               | 142,70              | 89                            | Buchanan Road / Epps Mill Road                                                                                  | |
| Limite Bedford–Coffee                     |                                 | 96,80               | 155,80              | 97                            | SR 64 (en) (Beechgrove Road) – Shelbyville                                                                      | |
| Coffee                                    |                                 | 105,10              | 169,10              | 105                           | US 41 – Manchester                                                                                              | |
| Coffee                                    | Manchester                      | 110,10              | 177,20              | 110                           | SR 53 (en) – Manchester, Woodbury                                                                               | |
| Coffee                                    | Manchester                      | 111,00              | 178,60              | 111                           | SR 55 (en) – Manchester, McMinnville                                                                            | Indiqué sortie 111A (sud) et 111B (nord) en direction est |
| Coffee                                    | Manchester                      | 113,60              | 182,80              | 114                           | US 41 – Manchester, Hillsboro                                                                                   | |
| Coffee                                    | Arnold Air Force Base           | 117,10              | 188,50              | 117                           | Arnold Air Force Base – Tullahoma                                                                               | |
| Grundy                                    |                                 | 127,50              | 205,20              | 127                           | US 64 ouest / SR 50 (en) – Pelham, Winchester                                                                   | Terminus ouest du multiplex avec US 64 |
| Limite Grundy–Marion                      | Monteagle                       | 134,40              | 216,30              | 134                           | US 41A – Monteagle, Sewanee                                                                                     | |
| Marion                                    | Monteagle                       | 135,50              | 218,10              | 135                           | Main Street vers US 41 nord / SR 2 (en) ouest – Monteagle, Tracy City                                           | Terminus ouest du multiplex avec SR 2 |
| Marion                                    |                                 | 142,60              | 229,50              | 143                           | SR 2 (en) est (Martin Springs Road)                                                                             | Terminus est du multiplex avec SR 2 |
| Marion                                    | Kimball                         | 151,70              | 244,10              | 152                           | US 64 est / US 72 (SR 27 (en) ouest) vers US 41 – Kimball, South Pittsburg                                      | Terminus est du multiplex avec US 64; terminus ouest du multiplex avec SR 27                                                                                    |
| Marion                                    | Jasper                          | 155,20              | 249,80              | 155                           | SR 28 (en) – Jasper, Dunlap                                                                                     | |
| Marion                                    |                                 | 158,10              | 254,40              | 158                           | SR 27 (en) est – Barrage Nickajack, Powells Crossroads                                                          | Terminus est du multiplex avec SR 27 |
| Marion                                    | Haletown                        | 160,90              | 258,90              | 161                           | SR 156 (en) – Haletown, New Hope                                                                                | |
| Hamilton                                  | Pas d'intersections             | Pas d'intersections | Pas d'intersections | Pas d'intersections           | Pas d'intersections                                                                                             | Pas d'intersections |
|                                           |                                 | 166,90              | 268,60              |                               | I-24 ouest – Nashville                                                                                          | Continue au Tennessee |
| Dade (Géorgie)                            |                                 | 0,00                | 0,00                | I-24 est – Hopkinsville       | Continue en Géorgie                                                                                             | |
| Dade (Géorgie)                            | 0,70                            | 1,10                | 167                 | I-59 sud – Birmingham         | Les numéros de sortie suivent ceux du Tennessee; terminus nord de l'I-59                                        | |
| Dade (Géorgie)                            |                                 | 3,30                | 5,30                | 169                           | SR 299 (en) vers US 11 – Wildwood                                                                               | |
| Dade (Géorgie)                            | 4,13                            | 6,65                |                     | I-24 ouest – Nashville        | Continue en Géorgie                                                                                             | |
|                                           |                                 | 171,00              | 275,20              | I-24 est – Hopkinsville       | Continue au Tennessee                                                                                           | |
| Hamilton                                  | Chattanooga                     | 173,70              | 279,50              | 174                           | US 41 / US 64 vers US 11 – Lookout Valley, Lookout Mountain                                                     | |
| Hamilton                                  | Chattanooga                     | 175,00              | 281,60              | 175                           | Brown's Ferry Road – Lookout Mountain                                                                           | |
| Hamilton                                  | Chattanooga                     | 178,80              | 287,80              | 178                           | US 27 nord / US 11 / US 41 / US 64 (Broad Street) / SR 58 (en) (Market Street) – Centre-ville, Lookout Mountain | Terminus ouest du multiplex avec US 27 |
| Hamilton                                  | Chattanooga                     | 180,00              | 289,70              | 180                           | US 27 sud (Rossville Boulevard) vers SR 8 (en) nord / Central Avenue                                            | Terminus est du multiplex avec US 27; indiqué sortie 180A (nord) et 180B (sud)                                                                                  |
| Hamilton                                  | Chattanooga                     | 180,90              | 291,10              | 181                           | 4th Avenue | |
| Hamilton                                  | Chattanooga                     | 181,40              | 291,90              | 181A                          | US 41 sud – Monteagle, East Ridge                                                                               | Sortie direction est, entrée direction ouest |
| Hamilton                                  | Chattanooga                     | 182,00              | 292,90              | Traversée de Missionary Ridge | Traversée de Missionary Ridge                                                                                   | Traversée de Missionary Ridge |
| Hamilton                                  | Limite Chattanooga–East Ridge   | 183,00              | 294,50              | 183                           | Germantown Road / Belvoir Avenue                                                                                | Indiqué sortie 183A en direction ouest |
| Hamilton                                  | East Ridge                      | 184,00              | 296,10              | 184                           | Moore Road | |
| Hamilton                                  | East Ridge                      | 185,20              | 298,10              | 185A                          | I-75 sud – Atlanta                                                                                              | Sortie 2 de l'I-75 |
| Hamilton                                  | East Ridge                      | 185,20              | 298,10              | 185B                          | I-75 nord (US 74 est) – Knoxville                                                                               | Terminus est; terminus ouest de US 74; sortie 2 de l'I-75 |
| - Terminus de multiplex - Accès incomplet |                                 |                     |                     |                               | | |